# 波高島站
波高島站（日语：／ Hadakajima eki */?）是位於山梨縣南巨摩郡身延町波高島608號，東海旅客鐵道（JR東海）的身延線車站。

## 歷史
- 1927年（昭和2年）12月17日：富士身延鐵道身延至市川大門之間開通，此站啟用。當時車站名為甲斐下山站[1]。為旅客和貨物車站。
- 1930年（昭和5年）：車站改名為下山波高島站[1]。
- 1938年（昭和13年）10月1日：富士身延鐵道借給鐵道省使用，成為身延線[1]。同時此站改名為波高島站。
- 1941年（昭和16年）5月1日：富士身延鐵道正式國有化[1]。
- 1972年（昭和47年）9月20日：結束貨物起卸業務。
- 1987年（昭和62年）4月1日：伴隨國鐵分割民營化，車站由東海旅客鐵道（JR東海）營運[1]。

## 車站構造
車站是一座地面車站，設有1面2線的島式月台和1條側線。車站大樓位於車站西北方。車站大樓側為1號月台（甲府方向），對面為2號月台（富士方向）。側線位於月台與車站大樓之間。曾經在2號月台側設有側線，現時已經撤走，只剩下道碴。
月台靠近鹽之澤一方設有站內平交道（設有遮斷機、警報機），連接車站大樓。在車站下部溫泉靠近一方設有貨物月台遺蹟。在2號月台後方靠近鹽之澤一方設有身延工務區的波高島休憩所。曾經在月台中設有木造候車室，候車室內設有長椅。在1984年上映的電影《阿嫻》中，設有場景拍攝女演員吉永小百合曾經坐在長椅上。在車站大樓重建同時撤走長椅和候車室。
車站大樓在2016年（平成28年）重建，並重建為一座簡單建築物。另外，站前廣場設有單車停泊處和廁所。在重建前，舊車站大樓在車站啟用當初已經存在，當時設有大型上蓋。此站在1983年（昭和58年）成為無人車站後，舊車站大樓的售票處被圍板覆蓋，只剩下候車室部分。

### 月台
| 月台 | 路線   | 上下行 | 方向           |
| ---- | ------ | ------ | -------------- |
| 1    | 身延線 | 下行   | 甲府方向       |
| 2    | 身延線 | 上行   | 身延、富士方向 |

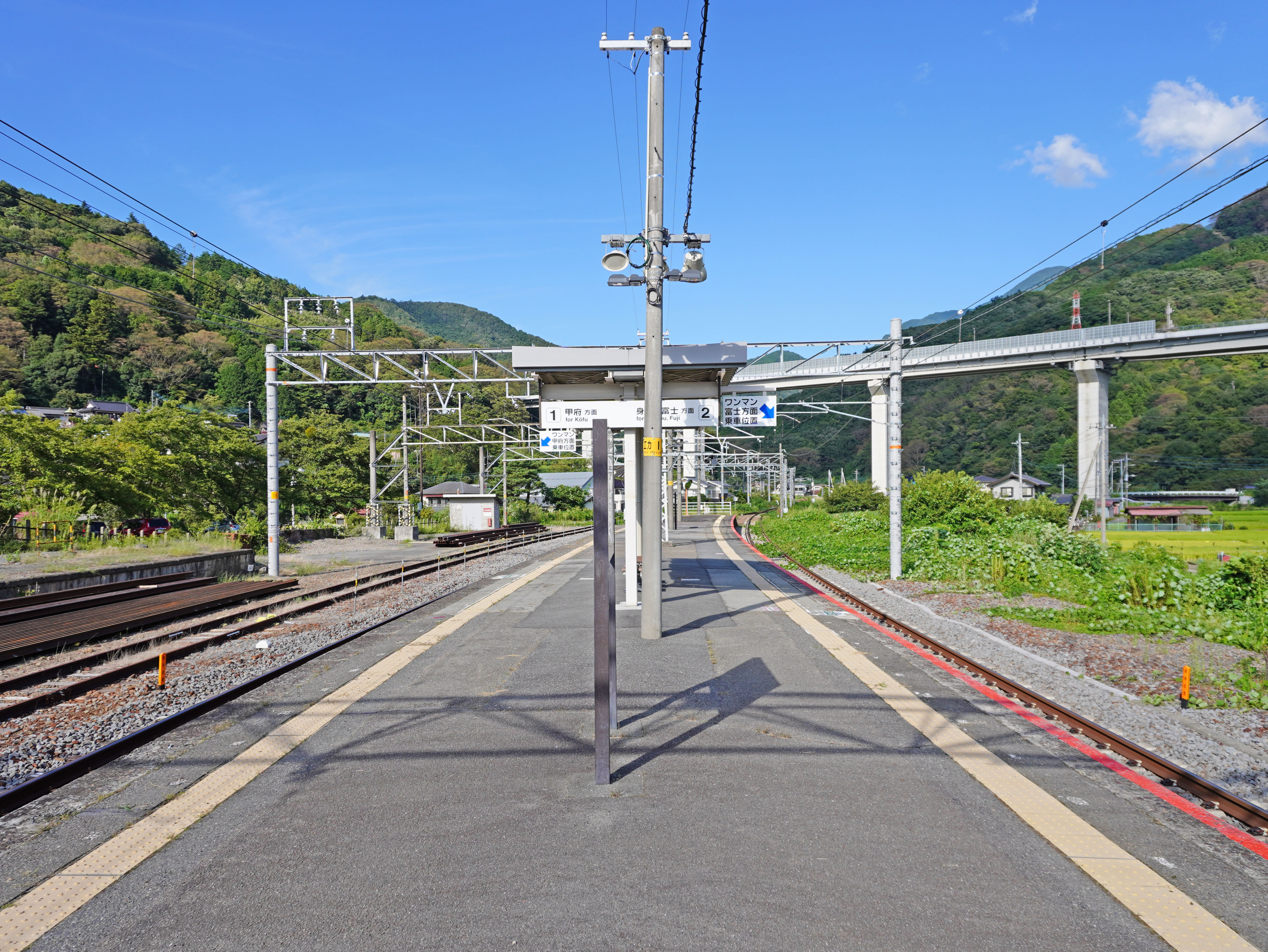
月台(2022年9月)
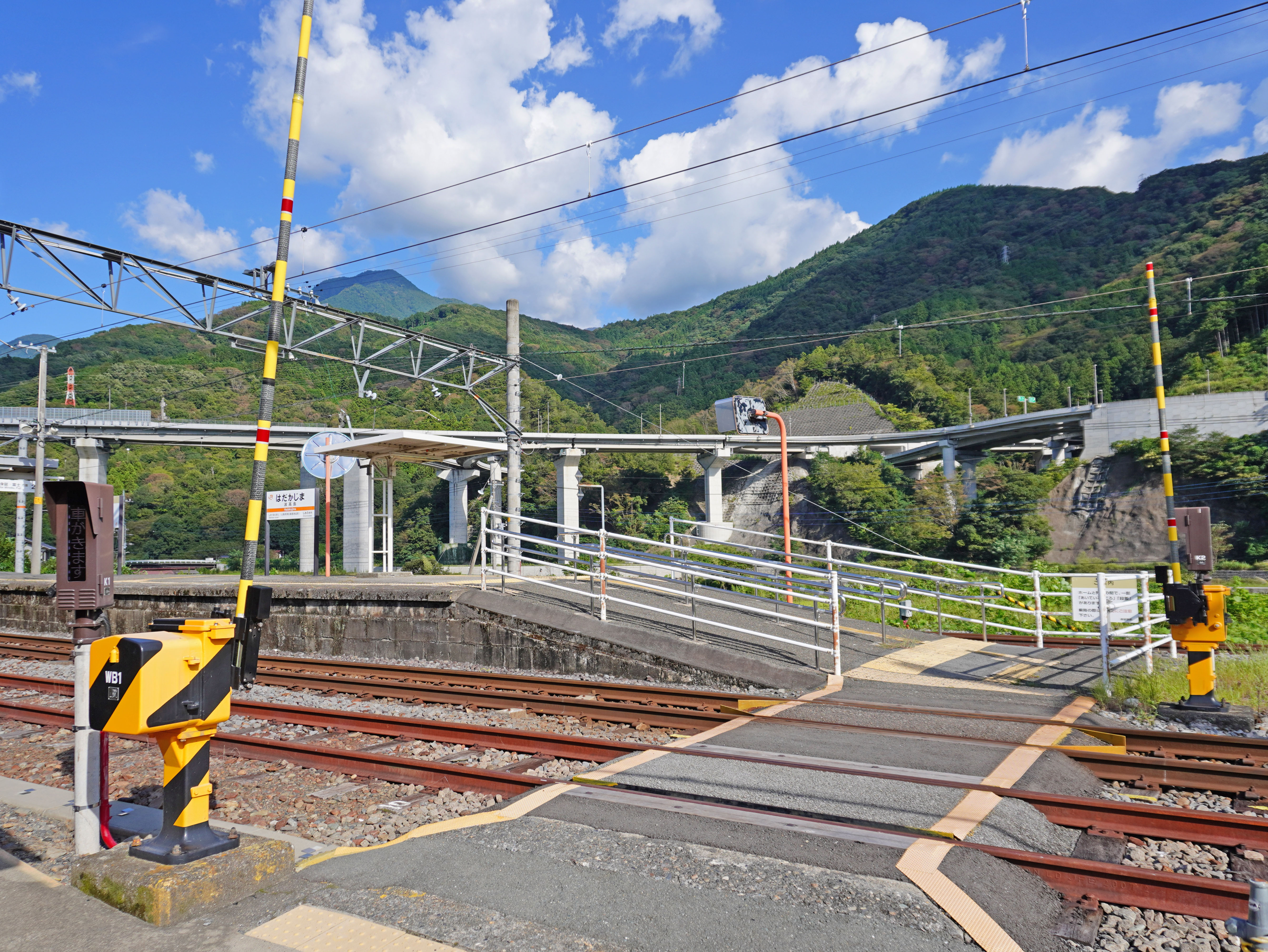
平交道 (2022年9月)
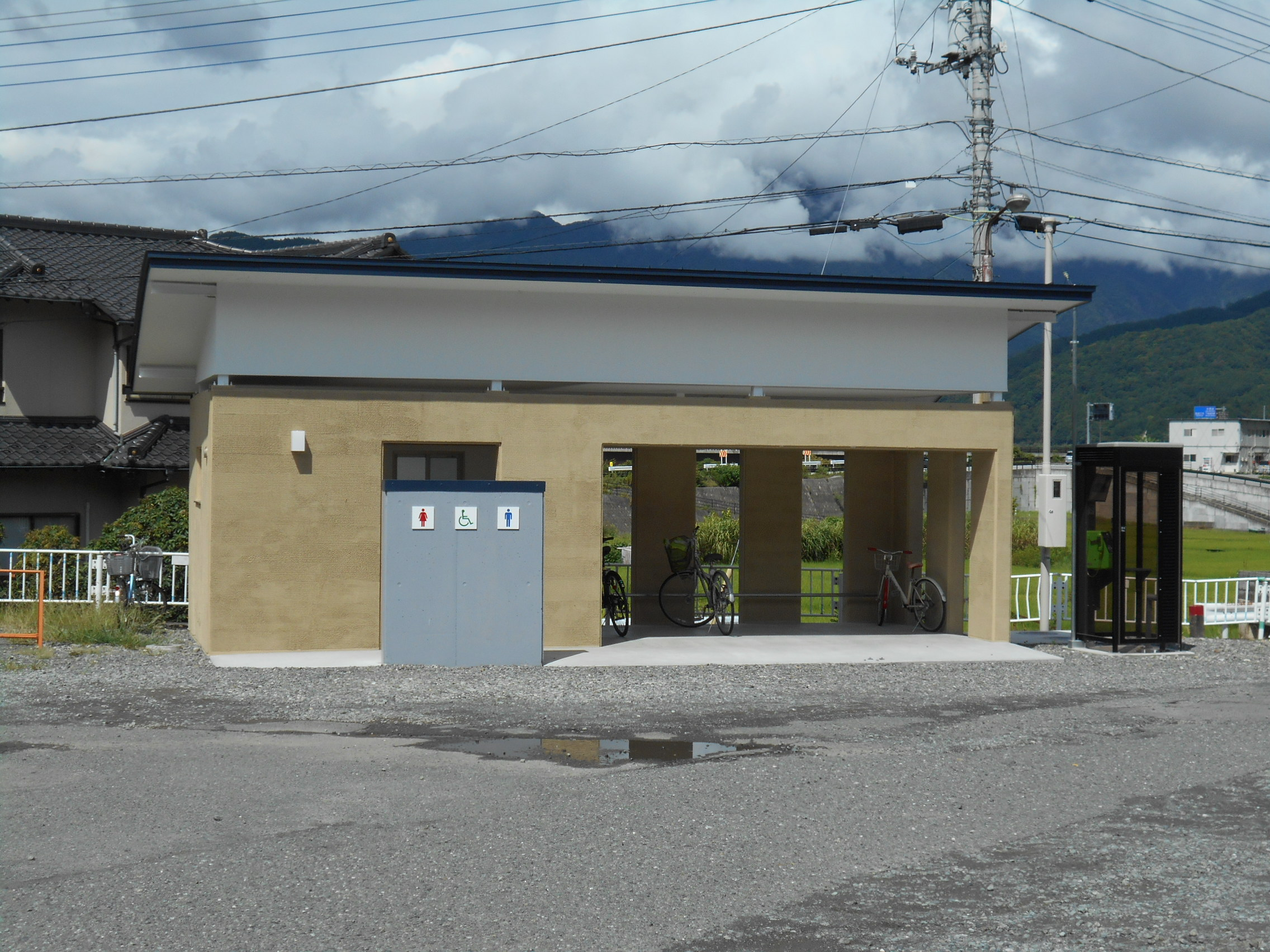
站前的廁所和單車停泊處
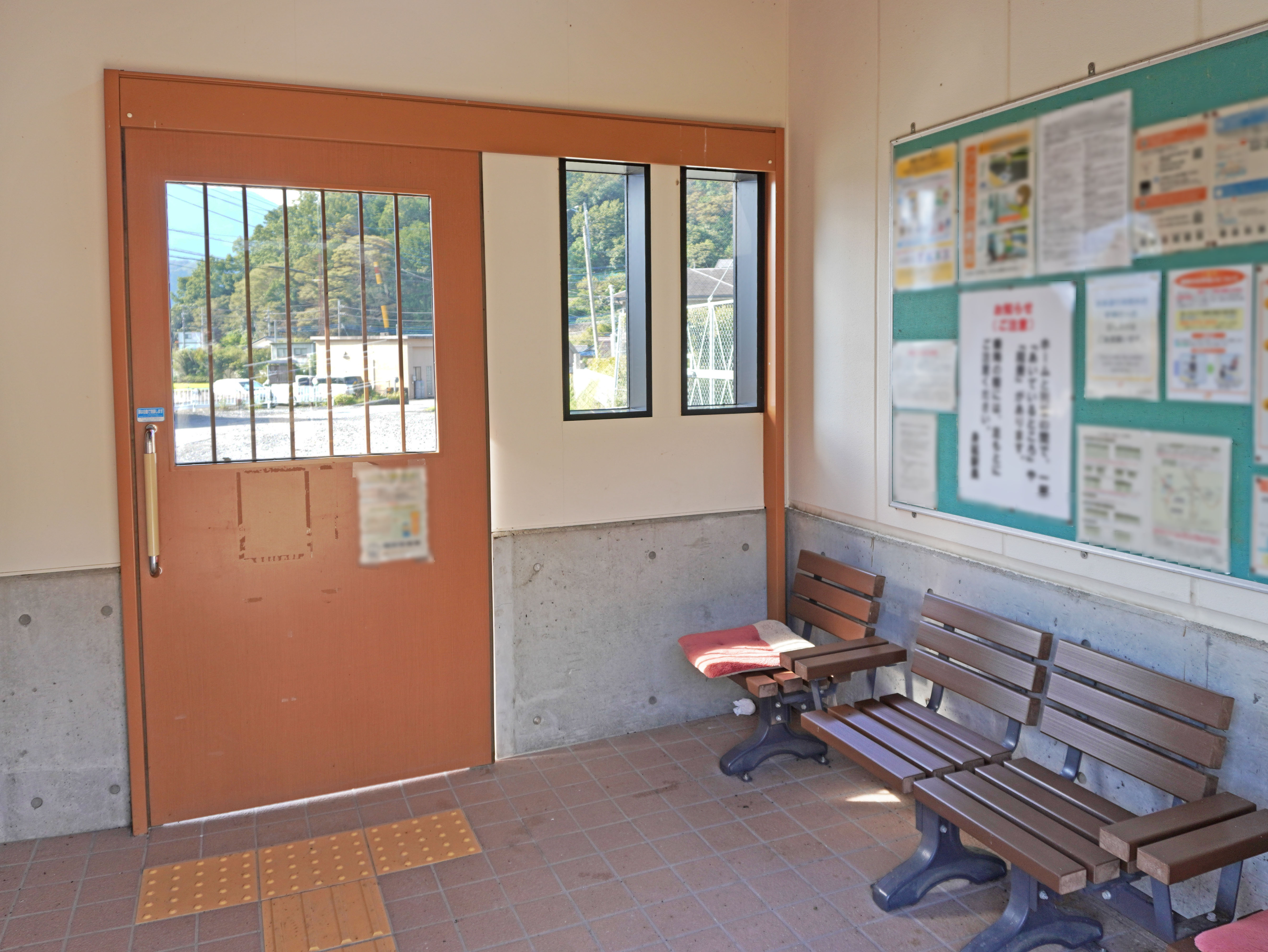
候車室内 (2022年9月)
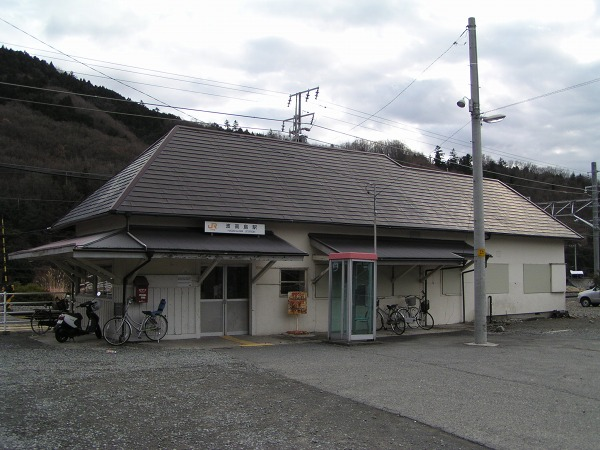
舊車站大樓（2006年3月）

## 使用狀況
| 平均乘車人次 | 平均乘車人次 |
| ------------ | ------------ |
| 1950年       | 397          |
| 1980年       | 358          |
| 2005年       | 71           |
| 2006年       | 66           |
| 2007年       | 65           |
| 2008年       | 67           |
| 2009年       | 59           |
| 2010年       | 56           |
| 2011年       | 50           |
| 2012年       | 39           |
| 2013年       | 41           |
| 2014年       | 37           |
| 2015年       | 38           |
| 2016年       | 40           |
| 2017         | 33           |

- 1950年（昭和25年）的乘車人次為144,981人，即是一日平均乘車人次為397人。
- 1980年（昭和55年）的乘車人次為131,096人，即是一日平均乘車人次為358人。
- 2005年（平成17年）的乘車人次為25,735人，即是一日平均乘車人次為71人。
- 2006年（平成18年）的乘車人次為24,339人，即是一日平均乘車人次為66人。
- 2007年（平成19年）的乘車人次為24,122人，即是一日平均乘車人次為65人。
- 2008年（平成20年）的乘車人次為24,569人，即是一日平均乘車人次為67人。
- 2009年（平成21年）的乘車人次為21,418人，即是一日平均乘車人次為59人。
- 2010年（平成22年）的乘車人次為20,506人，即是一日平均乘車人次為56人。
- 2011年（平成23年）的乘車人次為18,091人，即是一日平均乘車人次為50人。

## 車站周邊
在此站至市之瀨站之間的身延線路段與常葉川並行。而車站西南方設有富士川和常葉川匯合處。
在車站西邊400米處設有富山橋，該橋跨過富士川。在跨越富士川後便到達舊身延町的下山地區。在車站啟用當初名為「甲斐下山站」，名稱取自對面岸的地名。在車站南邊200米處設有常葉川，在對面岸為舊身延町的上八木澤。
在常葉川旁設有國道300號，該國道經過富山橋後，於下山的上澤路口處與國道52號匯合。
在富士川對面岸的下山內，設有身延町立下山小學、富士川工藝公園、峽南地域工業團地、身延工業團地、上澤寺的銀杏葉（1929年4月2日成為國家自然紀念物）、本國寺的銀杏葉（1929年4月2日成為自然紀念物）。在常葉川對面岸的上八木澤內設有八木澤的銀杏葉（1940年7月12日成為國家指定自然紀念物）。
另外，在另一個方向的上之平中，設有湯澤溫泉的「不二酒店」和「長生館」。

## 巴士路線
| 乘車處   | 乘車處 | 系統               | 主要途經                                         | 目的地     | 巴士公司     | 備註                                           |
| -------- | ------ | ------------------ | ------------------------------------------------ | ---------- | ------------ | ---------------------------------------------- |
| 波高島站 |        | 身延鰍澤線         | 身延分所前、身延高校                             | 身延站     | 身延町營巴士 | 平日和星期六每日4班（2班以身延分所前為終點站） |
| 波高島站 |        | 身延鰍澤線         | 飯富、西嶋神社、鰍澤口站                         | 富士川醫院 | 身延町營巴士 | 平日和星期六每日4班（1班以西嶋神社為終點站）   |
| 波高島站 |        | 古關循環線（左回） | 下部溫泉站、甲斐常葉站、下部分所入口             | 古關       | 身延町營巴士 | 平日和星期六每日2班                            |
| 波高島站 |        | 古關循環線（右回） | 飯富、公所前、甲斐岩間站、久那土站、久那土出張所 | 古関       | 身延町營巴士 | 平日和星期六每日1班                            |

## 相鄰車站
東海旅客鐵道（JR東海）
 身延線
鹽之澤－波高島－下部溫泉

## 注腳
1. 1 2 3 4 5 6 7  曾根悟（日语：曽根悟）（監修）. 朝日新聞出版分冊百科編集部（編集） , 编. . 週刊 歴史でめぐる鉄道全路線 国鉄・JR (朝日新聞出版). 2009-07-26, (3): 22–23 （日语）.
2. 1 2  用車站時間表的方向資訊。詳情參見JR東海官方網站的各站時間表 （页面存档备份，存于）（截至2015年1月）。

## 外部連結
- 國土地理院地圖參閲服務 （页面存档备份，存于） - 波高島站周邊的1/25000地形圖 （页面存档备份，存于）（日語）